# Matat
Matat (hebrejsky מַתָּת, v oficiálním přepisu do angličtiny Mattat) je vesnice typu společná osada (jišuv kehilati) v Izraeli, v Severním distriktu, v Oblastní radě Ma'ale Josef.

## Geografie
Leží v nadmořské výšce 812 metrů, v zalesněné a kopcovité centrální části Horní Galileji, cca 23 kilometrů od břehů Středozemního moře a 2 kilometry od libanonských hranic. Vesnice stojí přímo na vrcholku hory Har Matat. Z jejích severních svahů stéká k západu vádí Nachal Matat. Na východní straně s Har Matat sousedí hora Har Adir (1006 m n. m.)
Obec se nachází cca 2 kilometry severně od města Ma'alot-Taršicha, cca 120 kilometrů severovýchodně od centra Tel Avivu a cca 42 kilometrů severovýchodně od centra Haify. Matat obývají Židé, přičemž osídlení v tomto regionu je etnicky smíšené. Přímo při libanonských hranicích je pás ryze židovského osídlení, 4 kilometry západně odtud leží malé město Fassuta, které obývají izraelští Arabové. 3 kilometry na jih začíná okolo masivu Har Meron oblast, kterou obývají Drúzové (město Churfejš).
Osada Matat je na dopravní síť napojena pomocí lokální silnice číslo 899, která sleduje libanonskou hranici.

## Dějiny
Matat byl založen v roce 1979. Vznikl jako první sídlo v rámci programu ha-Micpim be-Galil (המצפים בגליל, doslova „Galilejské vyhlídky“), který v Galileji vytvářel nové vesnice, jež měly posílit židovské demografické pozice v oblastech s dosavadní převahou Arabů. Prvními obyvateli bylo sedm rodin. Teprve po dvou letech proběhla výstava trvalých domů. Územní plán počítá výhledově s kapacitou obce 70 rodin. Většina obyvatel za prací dojíždí mimo obec.

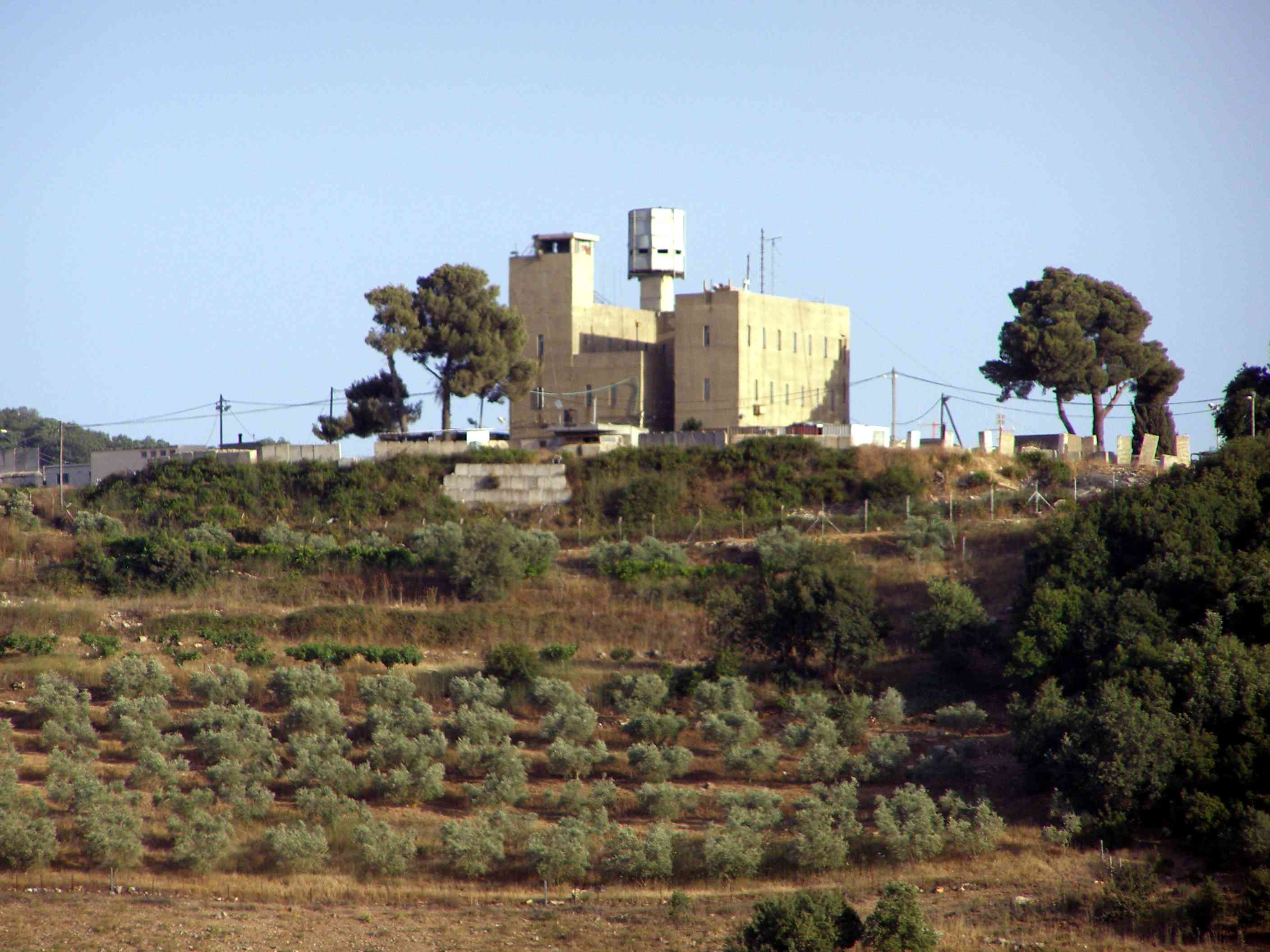
Tegartova pevnost z doby britské mandátní správy poblíž vesnice Matat.

Jméno Matat je odvozeno od místní hory, na které obec vyrostla Har Matat (הר מתת) a zároveň číselná hodnota jeho hebrejské podoby מתת (viz Gematrie) dává v součtu číslo 840, které odpovídá nadmořské výšce této lokality.
V obci fungují zařízení předškolní péče o děti. Základní škola je v kibucu Sasa.
Severovýchodně od vesnice, při silnici 899, stojí budova bývalé policejní základny vybudované za mandátní Palestiny britskými úřady coby součást pásu pohraničních opěrných bodů při hranicích s Libanonem a Sýrií, který je nazýván Tegartovy pevnosti a který vznikl po roce 1936 v reakci na arabské povstání v Palestině. Další takové pohraniční policejní základny stojí u vesnic Ja'ara, Šomera, Avivim a poblíž Ramot Naftali (pevnost Mecudat Koach).

## Demografie
Obyvatelstvo osady Matat je sekulární. Podle údajů z roku 2014 tvořili naprostou většinu obyvatel v Matat Židé (včetně statistické kategorie "ostatní", která zahrnuje nearabské obyvatele židovského původu ale bez formální příslušnosti k židovskému náboženství).
Jde o menší sídlo vesnického typu s dlouhodobě stagnující populací. K 31. prosinci 2014 zde žilo 188 lidí. Během roku 2014 populace klesla o 1,1 %.
| Rok            | 1983 | 1995 | 2001 | 2003 | 2004 | 2005 | 2006 | 2007 | 2008 | 2009 | 2010 | 2011 | 2012 | 2013 | 2014 |
| -------------- | ---- | ---- | ---- | ---- | ---- | ---- | ---- | ---- | ---- | ---- | ---- | ---- | ---- | ---- | ---- |
| Počet obyvatel | 36   | 114  | 162  | 187  | 182  | 177  | 185  | 174  | 175  | 177  | 177  | 174  | 178  | 190  | 188  |